# Nariman Narimanovstadion
Het Nariman Narimanovstadion is een voetbalstadion in de Azerbeidzjaanse stad Neftçala. In het stadion speelt Neftçala FK haar thuiswedstrijden. Het stadion is vernoemd naar Nariman Narimanov, een Azerbeidzjaans politicus.